# SC Rapid Oberlaa

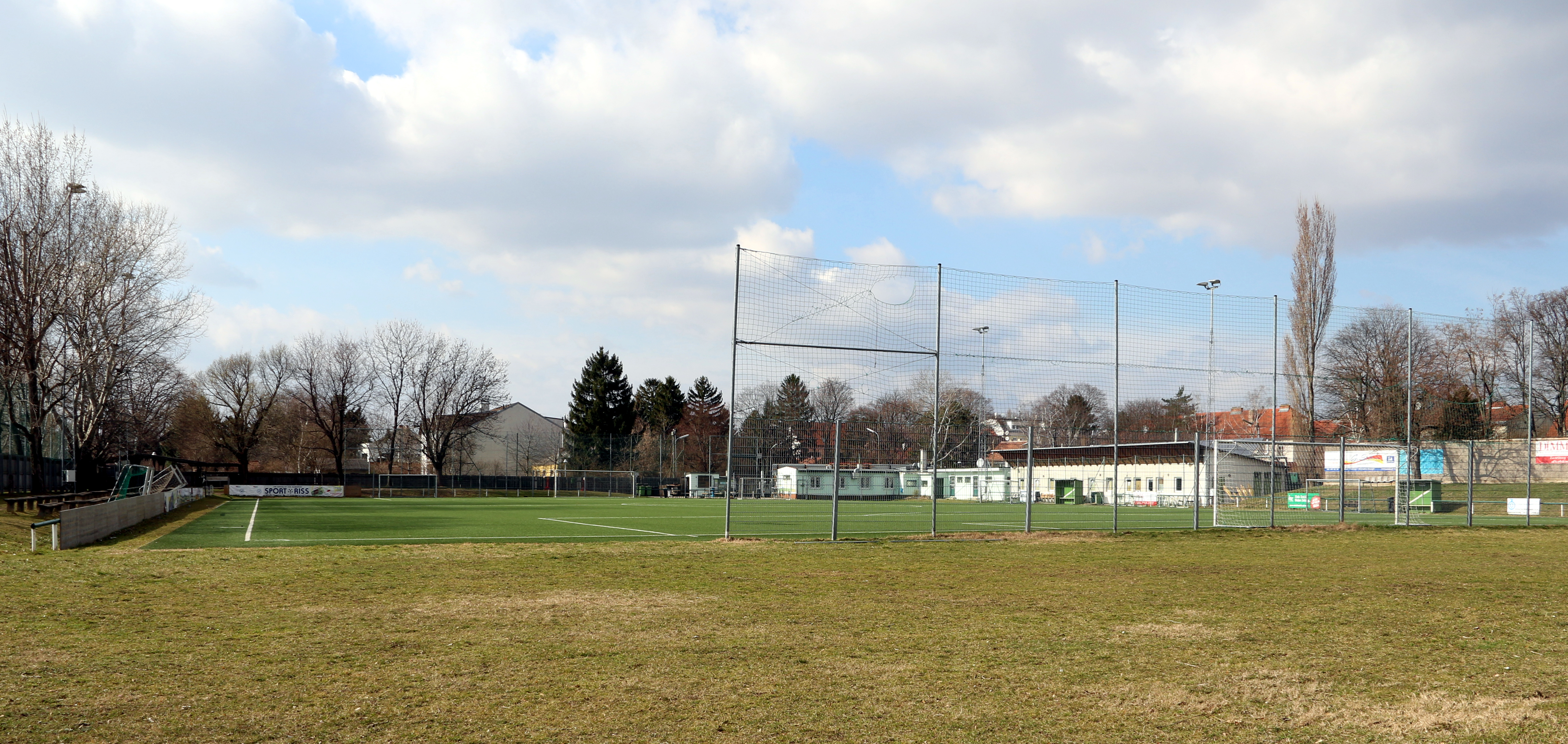
Sportplatz des A11-R. Oberlaa

A11-R. Oberlaa ist seit 2003 der Name eines Fußballvereins aus Oberlaa, einem Stadtteil von Favoriten, dem zehnten Wiener Gemeindebezirk. Er entstand aus der Fusion der Vereine SC Rapid Oberlaa und FC Austria 11.

## Geschichte
Gegründet wurde der Verein im Jahre 1911 im damals noch niederösterreichischen Oberlaa. 1919 entschlossen sich die Mitglieder des Fußballklubs, den Verein polizeilich zu melden. Nachdem der Klub einige Jahrzehnte in verschiedenen Klassen des Wiener Verbandes gespielt hatte, erlebte er in den 1940er-Jahren seine erfolgreichste Zeit. In der abgebrochenen Spielsaison zu Ende des Zweiten Weltkrieges (1944/45) spielte Rapid Oberlaa erstmals in der höchsten österreichischen Liga. In der Folgesaison stieg man zwar wieder ab, Rapid Oberlaa schaffte jedoch den sofortigen Wiederaufstieg für weitere drei Jahre. Nach dem erneuten Abstieg rutschte Oberlaa langsam in die Fünftklassigkeit ab und spielt auch 2008/09 in der Oberliga A, der fünfthöchsten österreichischen Spielstufe, nach einer Fusion 2003 mit dem FC Austria 11 unter dem Namen A11-R. Oberlaa.

## Bekannte Spieler
Rapid Oberlaa konnte mit Josef Spale und Bruno Engelmeier gleich zwei Tormänner internationaler Klasse hervorbringen, die auch in der österreichischen Nationalmannschaft mehrmals zum Zug kamen. Herausragende Offensivkraft in der Geschichte des Vereins war Fritz Hollaus, der später als erster österreichischer Fußballer in der spanischen Primera División spielte und dort seine Tore für Atlético Madrid erzielte. Weiters gelang es dem Verein zur Zeit seiner Erstklassigkeit berühmte Routiniers zu verpflichten, die ihre Karriere in Oberlaa ausklingen ließen. Bekanntes Beispiel war der Mittelfeldspieler Johann Urbanek, Teilnehmer an der WM 1934.

## Erfolge
- 8. Platz Staatsliga 1948